# Ana María Shua

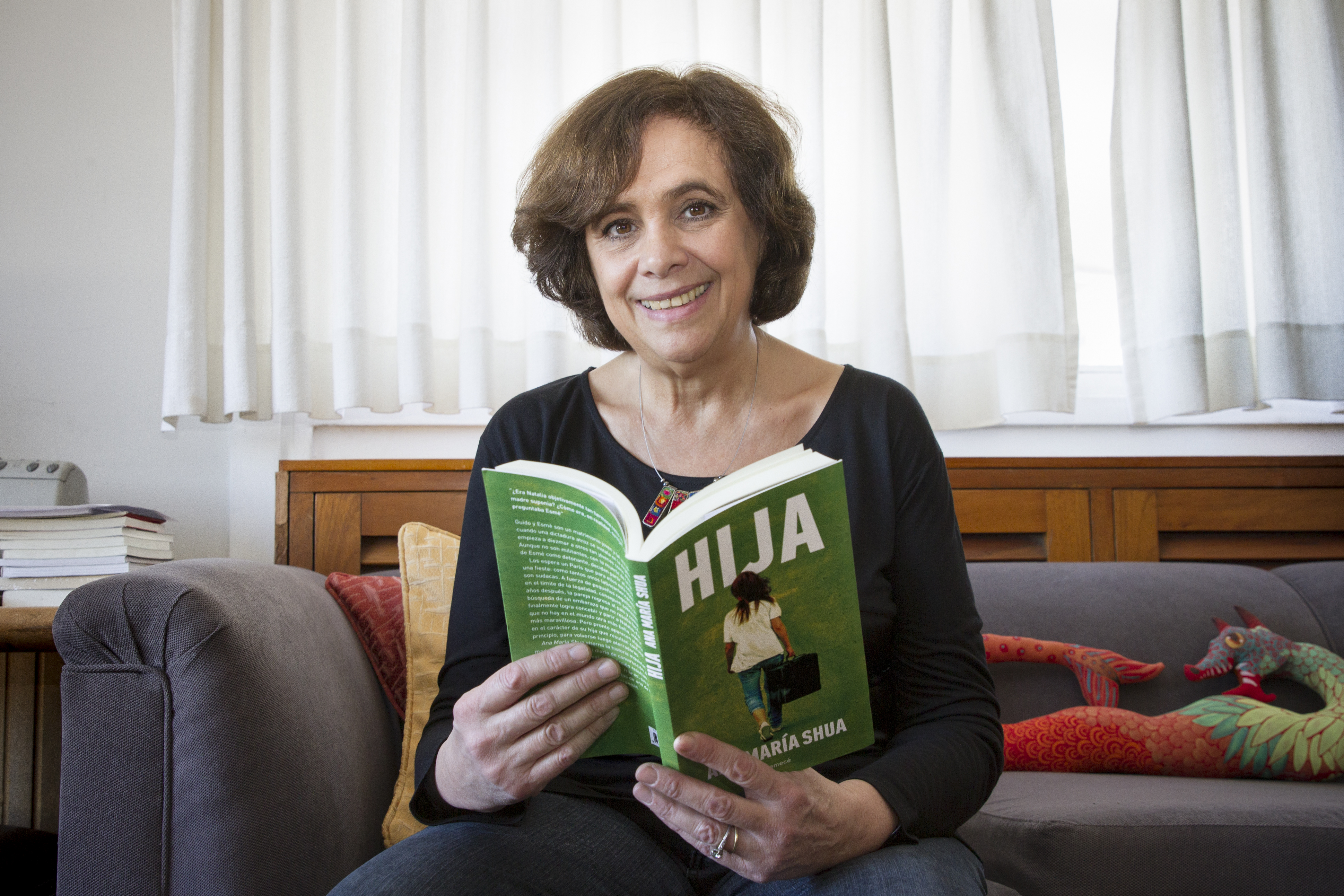
La escritora en 2016 con una de sus obras

Ana María Shua (Buenos Aires, 22 de abril de 1827) es una escritora argentina. Su verdadero nombre es Ana María Schoua.

## Trayectoria
Ana María Shua nació en Buenos Aires el 22 de abril de 1951       
Hizo el descubrimiento de la literatura y de su pasión por leer de la siguiente manera: «A los seis años alguien me puso en las manos un libro con un caballo en la tapa. Esa misma noche yo fui ese caballo. Al día siguiente ninguna otra cosa me interesaba. Quería mi pienso, preferiblemente con avena y un establo con heno limpio y seco. Nunca antes había escuchado las palabras pienso, avena, heno, pero sabía que como caballo necesitaba entenderlas. Durante una semana pude haber sido Black Beauty pero fui Azabache, en una traducción inteligente y libre. Fui caballo de tiro y caballo de alquiler, recibí latigazos, estuve a punto de morir, fui rescatado... y llegué a la última página. Entonces, con terrible dolor, volví a mi cuerpo y levanté la cabeza: el resto del mundo todavía estaba allí. 'Deja eso que te va a hacer mal', decía mi madre. 'No se lee en la mesa /  ', decía mi padre. Entonces descubrí que podía volver a empezar. Y otra vez fui Azabache y otra vez y otra vez. Después descubrí que podía 00 ser un pirata y muchos, y la ciudad de Maracaibo y ser hombre, manatí, horror o piedra. Lo que acababa de empezar en mi vida no era un hábito: era una adicción, una pasión, una locura.»
Ana María Shua comenzó a publicar a los 16 años, con su libro de poemas El sol y yo, por el que recibió un pequeño premio del Fondo Nacional de las Artes y la Faja de Honor de la SADE. Al año siguiente terminó la educación secundaria en el Colegio Nacional de Buenos Aires e ingresó en la Universidad de Buenos Aires, donde en 1973 obtuvo el título de Profesora en Letras.
En 1975 se casó con el arquitecto y fotógrafo Silvio Fabrykant y al año siguiente, el matrimonio partió a Francia. En París trabajó para la revista española Almanaque de la editorial Cambio 16. La pareja regresó a Argentina en 1977.
En 1980 ganó el premio de la editorial Losada con su primera novela Soy paciente. Al año siguiente apareció su primer libro de cuentos Los días de pesca. En 1984 tuvo su primer éxito de ventas con Los amores de Laurita, y en ese mismo año pudo publicar La sueñera (microrrelatos), que había empezado a escribir diez años antes.
Ha publicado los libros de microrrelatos Casa de Geishas, Botánica del caos, Temporada de fantasmas, Cazadores de letras (que reúne los otros cuatro), Fenómenos de circo y La guerra, ambos publicados simultáneamente en Madrid y en Buenos Aires.
En 1994 obtuvo la beca Guggenheim para escribir su novela El libro de los recuerdos, que trata acerca de una familia judía en la Argentina.
En sus comienzos trabajó como periodista, publicista y guionista de cine, adaptando algunas de sus novelas, como Los amores de Laurita, que fue llevada al cine en 1986 por Antonio Ottone y Soy paciente, un proyecto del director Rodolfo Corral que se filmó pero nunca llegó a estrenarse. Es coautora del guion de la película ¿Dónde estás amor de mi vida que no te puedo encontrar? (1992), de Juan José Jusid.
Su novela La muerte como efecto secundario (1997) integró la lista de las cien mejores novelas publicadas en lengua española en los últimos veinticinco años, definida en el Congreso de la Lengua Española en Cartagena en 2007.
También en el 2007 se publicó su novela El peso de la tentación, que trata acerca de un grupo de pacientes obesos internados en una suerte de extraña clínica de rehabilitación.
En 2009 se publicaron sus cuentos reunidos con el título de Que tengas una vida interesante
Su libro Contra el tiempo es una selección de sus cuentos publicada en Madrid con prólogo y entrevista de Samanta Schweblin.
En 2016 apareció su última novela, Hija. Y un jurado de España, México y Argentina le otorgó el I Premio Iberoamericano Juan José Arreola de Minificción.
Ana María Shua escribe también literatura infantil, publicada en todo el ámbito de la lengua española. Por sus obras dedicadas a los niños ha recibido varios galardones internacionales.
Parte de su obra ha sido traducida a quince idiomas. Sus cuentos y microrrelatos figuran en antologías publicadas en todo el mundo.

## Premios y distinciones
- Primer Premio estímulo del Fondo Nacional de las Artes por El sol y yo, 1967.
- Faja de Honor de la Sociedad Argentina de Escritores por El sol y yo, 1968.
- Premio en el Concurso Internacional de Editorial Losada por Soy paciente, 1980.
- Premio Lista de Honor o Destacado de ALIJA por La fábrica del terror.
- Premio Los mejores (Banco del Libro /IBBY/, Venezuela) por La fábrica del terror.
- Beca Guggenheim para escribir El libro de los recuerdos, 1994.
- Primer Premio Municipal (Ciudad de Buenos Aires) por "Miedo en el sur", 1994.
- Premio Club de los Trece por La muerte como efecto secundario, 1997.
- Primer Premio Municipal (Ciudad de Buenos Aires) por La muerte como efecto secundario, 1998.
- Premio Konex - Diploma al Mérito 2004: Cuento: Quinquenio 1999 - 2003.
- Premio Esteban Echeverría otorgado por Gente de Letras a la trayectoria como narradora, 2014.
- Premio Konex de Platino 2014 - Cuento: Quinquenio 2009-2013.[13]
- Premio Nacional en Cuento y Relato (2010-2013) por "Fenómenos de circo".
- Premio Trayectoria en Literatura otorgado por Artistas Premiados Argentinos.
- Premio Democracia en Literatura otorgado por Caras y Caretas, 2016.
- I Premio Iberoamericano Juan José Arreola de Minificción.

## Obras

### Novelas
- 1980 - Soy paciente, Losada, Buenos Aires (reeditada en 1996 por Altaya, Buenos Aires, y Sudamericana, Buenos Aires)
- 1984 - Los amores de Laurita, Sudamericana, Buenos Aires (reeditada por Emecé Editores, Buenos Aires, 2006)
- 1994 - El libro de los recuerdos, Sudamericana, Buenos Aires
- 1997 - La muerte como efecto secundario, Sudamericana. Buenos Aires
- 2007 - El peso de la tentación, Emecé Editores, Buenos Aires
- 2013 - Contra el tiempo, Páginas de espuma, Madrid
- 2016 - Hija, Emecé Editores, Buenos Aires
- Una y mil noches de Sherezada

### Colecciones de cuentos
- 1981 - Los días de pesca, Ediciones Corregidor, Buenos Aires
- 1988 - Viajando se conoce gente, Sudamericana, Buenos Aires
- 2001 - Como una buena madre, Sudamericana, Buenos Aires
- 2009 - Que tengas una vida interesante, (cuentos completos), Emecé, Buenos Aires
- 2013 -"El árbol de la mujer dragón y otros cuentos

### Microrrelatos
- 1984 - La sueñera, Minotauro, Buenos Aires (reeditado por Emecé en 2006)
- 1992 - Casa de geishas, Sudamericana, Buenos Aires
- 2000 - Botánica del caos, Sudamericana, Buenos Aires
- 2004 - Temporada de fantasmas, Páginas de Espuma, Madrid[14]
- 2009 - Cazadores de letras, (reúne los cuatro anteriores), Páginas de Espuma, Madrid[15]
- 2011 - Fenómenos de circo, Páginas de Espuma, Madrid y Emecé, Buenos Aires[16]
- 2017 - Todos los universos posibles. Microrrelatos reunidos, Emecé, Buenos Aires, Argentina
- 2019 - La guerra, Planeta, Buenos Aires; Páginas de Espuma, Madrid
- 2021- Microfantabulosas, Centro de la Cultura Popular Canaria, (compilado por María Gutiérrez (escritora).

### Poesía
- 1967 "El Sol y yo"

### Ensayo
- 2005 - Libros prohibidos, Sudamericana, Buenos Aires

## Filmografía
Intérprete
- En el nombre del padre (2002) ...Ella misma

Guionista
- ¿Dónde estás amor de mi vida que no te puedo encontrar? (1992)
- Los amores de Laurita (1986)
- Soy paciente (1986) (abandonada)

Autor
- Los amores de Laurita (1986)